# Günter Ost
Günter Ost (* 24. Oktober 1935 in Berlin; † 30. November 2010 in Potsdam) war ein deutscher Kameramann, der insbesondere bei der DEFA wirkte. Als 1965/66 mit Denk bloß nicht, ich heule und Karla zwei seiner Filme verboten wurden, endete Osts filmkünstlerische Laufbahn als Spielfilm-Kameramann bereits nach wenigen Jahren.

## Leben und Werk
Bereits zu Schulzeiten interessierte sich Günter Ost für Film und Fotografie. 1954 begann er an der Hochschule für Filmkunst in Potsdam-Babelsberg ein Kamera-Studium. Nach erfolgreichem Abschluss des Studiums wurde Ost Kameramann bei der DEFA. Zunächst arbeitete er an Konrad Wolfs Leute mit Flügeln mit. Zu einer erneuten Zusammenarbeit mit Konrad Wolf und dem hauptverantwortlichen Kameramann Werner Bergmann kam es bei Professor Mamlock.
1960 übernahm Ost die Kamera bei Das Rabauken-Kabarett, dem DEFA-Debütfilm seines früheren Kommilitonen Werner W. Wallroth, mit dem er bereits an der Hochschule erste studentische Filmprojekte realisierte. 1962 war Ost unter der Regie von Frank Vogel Kameramann beim viel beachteten Spielfilm … und deine Liebe auch, der ohne festes Drehbuch im Umfeld des Mauerbaus entstand.
1965 verantwortete Günter Ost für Denk bloß nicht, ich heule und Karla die Kamera. Beide Filme wurden in Folge des 11. Plenums des ZK der SED verboten. Aufgrund dieses gravierenden künstlerischen Einschnitts fiel Ost in eine Depression und filmte keinen weiteren Spielfilm mehr. Er wirkte als Dozent an der Babelsberger Filmhochschule und als Leiter des Zentrums für Kameramänner im DEFA-Studio für Spielfilme. Nach dem Mauerfall kümmerte er sich intensiv um die Fertigstellung und Veröffentlichung seiner von der Zensur betroffenen Filme.

## Filmografie (Auswahl)
- 1959: Leute mit Flügeln (Kamera des zweiten Drehstabs)
- 1960: Professor Mamlock (Kameraführung)
- 1960: Das Rabauken-Kabarett
- 1962: … und deine Liebe auch
- 1964: Engel im Fegefeuer
- 1965: Denk bloß nicht, ich heule
- 1965: Karla
- 1987: Alle Ideen beginnen als Traum